# Municipio de Delmar
El municipio de Delmar (en inglés: Delmar Township) es un municipio ubicado en el condado de Tioga en el estado estadounidense de Pensilvania. En el año 2000 tenía una población de 2.893 habitantes y una densidad poblacional de 13.9 personas por km².

## Geografía
El municipio de Delmar se encuentra ubicado en las coordenadas 41°40′00″N 77°24′59″O / 41.66667, -77.41639.

## Demografía
Según la Oficina del Censo en 2000 los ingresos medios por hogar en la localidad eran de $34,712 y los ingresos medios por familia eran $37,417. Los hombres tenían unos ingresos medios de $29,250 frente a los $20,833 para las mujeres. La renta per cápita para la localidad era de $16,219. Alrededor del 12,0% de la población estaban por debajo del umbral de pobreza.